# Énergie éolienne en Belgique

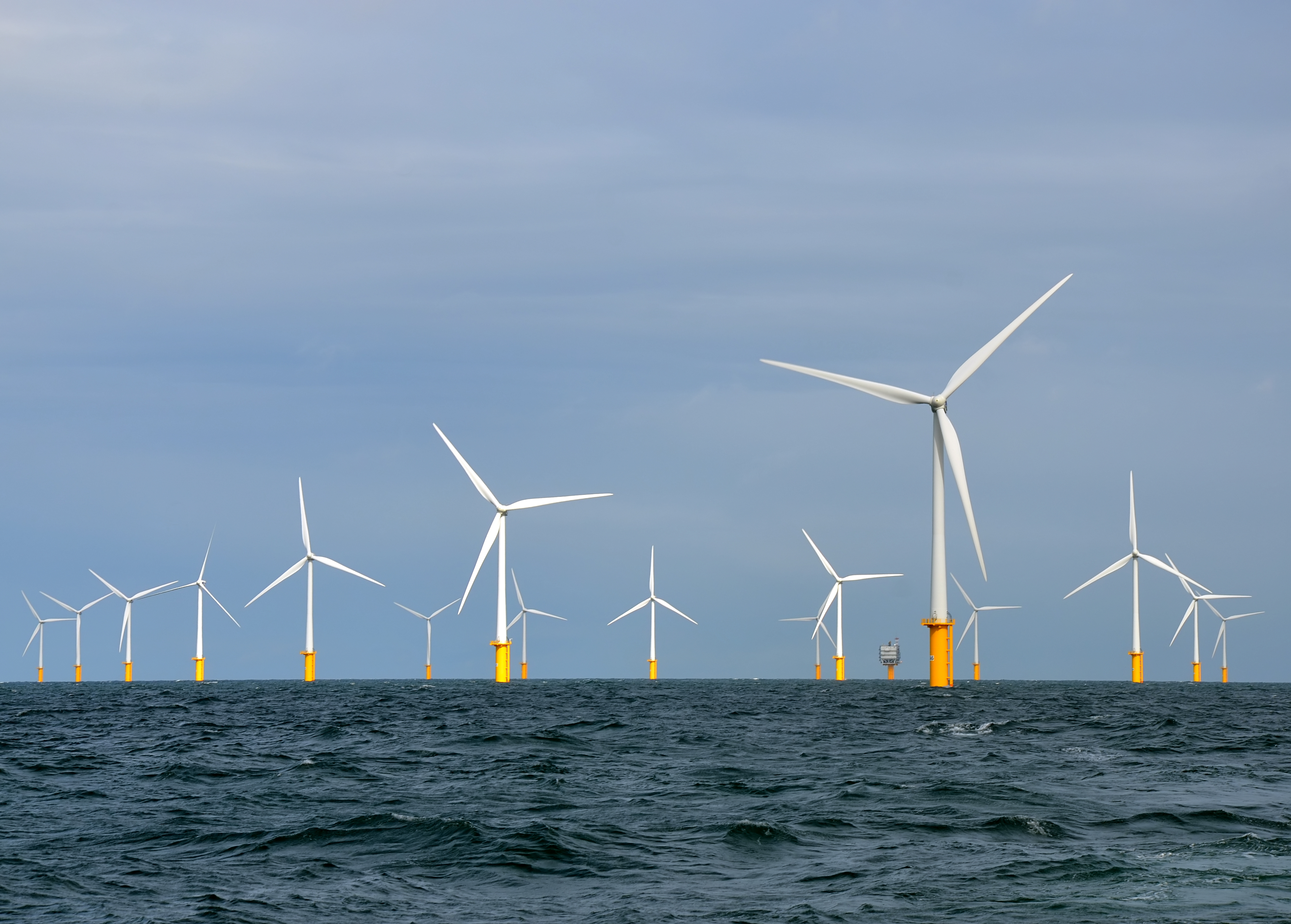
Le Parc éolien de Belwind sur le Bligh Bank, 2 octobre 2012.

L’énergie éolienne en Belgique est gérée partiellement par les régions et partiellement par le gouvernement fédéral. Les producteurs d’énergie éolienne des régions flamande et wallonne reçoivent des certificats mais selon des critères différents.
En 2023, près de 1 780 éoliennes sont opérationnelles en Belgique, pour une puissance installée de 5 509 MW. Les éoliennes ont produit cette année-là 15,64 TWh, soit 19 % de la production d'électricité belge, contre 12,35 TWh en 2022 (12,9 %).
La Belgique était en 2024 le 11e producteur d’électricité éolienne de l'Union européenne (UE) (2,7 % de la production de l'UE), et le 11e pour la puissance installée (2,4 %) ; elle se situait au 12e rang de l'UE pour sa puissance installée par habitant, inférieure de 8,3 % à la moyenne de l'UE.
Les parcs éoliens en mer assuraient 54,1 % de la production éolienne belge en 2024 et 11,3 % de la production éolienne maritime de l'UE ; la Belgique se situait au 4e rang de l'UE pour la puissance installée en mer avec 10,9 % du parc éolien maritime de l'UE, derrière l'Allemagne, les Pays-Bas et le Danemark.

## Production
Selon EurObserv'ER, la production éolienne de la Belgique s'est élevée à 13 302 GWh en 2024, en baisse de 13,9 % par rapport à 2023, soit 2,7 % du total de l'Union européenne (UE), au 11e rang des producteurs éoliens de l'UE, loin derrière l'Allemagne (28,5 %), l'Espagne (12,8 %), la France (9,2 %), la Suède (8,5 %), les Pays-Bas (6,8 %), la Pologne (5,2 %), etc.
En 2023, les éoliennes belges ont produit 15 643 GWh, soit 19,0 % de la production d'électricité du pays.
| Année | Production (GWh) | Accroissement | Part prod.élec. |
| 2005  | 227              |               | 0,26 %          |
| 2006  | 366              | + 61 %        | 0,43 %          |
| 2007  | 491              | + 34 %        | 0,55 %          |
| 2008  | 637              | + 30 %        | 0,8 %           |
| 2009  | 996              | + 56 %        | 1,1 %           |
| 2010  | 1 292            | + 30 %        | 1,4 %           |
| 2011  | 2 312            | + 79 %        | 2,6 %           |
| 2012  | 2 751            | + 19 %        | 3,3 %           |
| 2013  | 3 687            | + 34 %        | 4,4 %           |
| 2014  | 4 615            | + 25 %        | 6,3 %           |
| 2015  | 5 574            | + 21 %        | 8,0 %           |
| 2016  | 5 436            | - 2,5 %       | 6,4 %           |
| 2017  | 6 518            | + 19,8 %      | 7,5 %           |
| 2018  | 7 571            | + 16,2 %      | 10,1 %          |
| 2019  | 9 755            | + 28,8 %      | 10,4 %          |
| 2020  | 12 818           | + 31,4 %      | 14,3 %          |
| 2021  | 11 997           | - 6,4 %       | 11,9 %          |
| 2022  | 12 352           | +3,0 %        | 12,9 %          |
| 2023  | 15 643           | +26,6 %       | 19,0 %          |
| 2024  | 13 302           | -15,0 %       |                 |

NB : en 2015, la forte baisse de la production des centrales nucléaires a contraint la Belgique à importer 23 % de ses besoins en électricité, ce qui explique la forte hausse des parts des autres sources d'électricité ; par rapport à la consommation brute, la part de l'éolien en 2015 n'était que de 6,1 %. En 2018, la Belgique importait encore 18,7 % de ses besoins en électricité. En 2019 et 2020, elle est redevenue exportatrice avant de rebasculer vers l'importation nette.
En 2023, la production éolienne de la Belgique s'est élevée à 15 625 GWh, en progression de 26,5 % par rapport à 2022, au 9e rang des producteurs éoliens de l'Union européenne (UE), avec 3,3 % du total de l'UE, loin derrière l'Allemagne (29,8 %), l'Espagne (13,5 %), la France (10,6 %), la Suède (7,2 %), les Pays-Bas (6,1 %), etc.
La Belgique était en 2018 le 14e producteur d’électricité éolienne d'Europe, avec 6 418 GWh, en recul de 1,4 % par rapport à 2017, loin derrière le leader allemand : 111 590 GWh.

## Facteur de charge
En 2021, le facteur de charge était de 17,9 % pour l'éolien terrestre et de 34,4 % pour l'éolien en mer, en baisse par rapport à 2020 (20,3 % et 43,5 %).

## Puissance installée

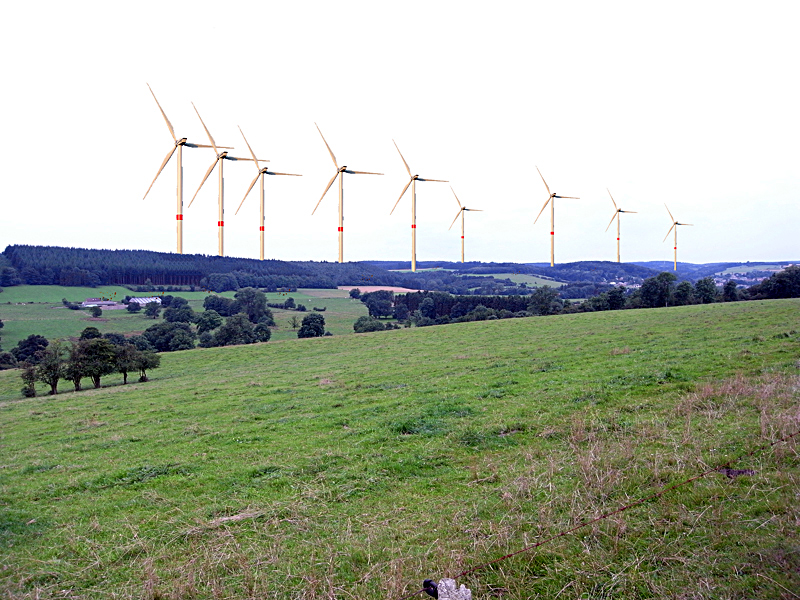
Parc éolien de Bure (Belgique), 2008.

La Belgique a installé 277,7 MW en 2024, portant sa puissance installée éolienne à 5 591,8 MW fin 2024 (+2,5 %), après déduction des 140 MW mis hors service. Elle se classe au 11e rang de l'Union européenne (UE) (2,4 % du total de l'UE), loin derrière l'Allemagne (28,5 %), l'Espagne (12,8 %), la France (9,2 %), la Suède (8,5 %), les Pays-Bas (6,8 %), la Pologne (5,2 %), etc. Sa part du marché de l'UE en 2024 était de 2,1 %.
La puissance installée par habitant de la Belgique s'élevait en 2024 à 473,2 W, inférieure de 8,3 % à la moyenne de l'UE (516,2 W), au 12e rang européen derrière la Suède (1 632,1 W), la Finlande (1 491,5 W), le Danemark, l'Irlande, l'Allemagne (872,1 W), l'Espagne, les Pays-Bas (652,1 W), etc, mais devant la France (364,6 W).
La Belgique a installé 308 MW en 2023, portant sa puissance installée éolienne à 5 502 MW fin 2023 (+3,8 %), après déduction des 110 MW mis hors service. Elle se classe au 11e rang de l'Union européenne (UE) avec 2,5 % du total de l'UE, loin derrière l'Allemagne (31,8 %), l'Espagne (14,1 %), la France (10,2 %), la Suède (7,4 %), l'Italie (5,6 %) et les Pays-Bas (4,6 %). Sa part du marché de l'UE en 2023 était de 2,0 %, au 12e rang.
En 2023, près de 1 780 éoliennes sont installés en Belgique, pour une puissance installée de 5 509 MW, dont 2 262 MW en mer et 3 247 MW à terre (1 421 MW en Wallonie et 1 826 MW en Flandre).
En 2022, la Belgique a installé 303 MW, portant sa puissance installée éolienne à 5 236 MW fin 2022 (+5,8 %), après déduction des 15 MW mis hors service. Elle se classe au 11e rang de l'Union européenne (UE) avec 2,6 % du total de l'UE, loin derrière l'Allemagne (32,7 %), l'Espagne (14,3 %), la France (9 %), la Suède (7,2 %), l'Italie (5,8 %) et les Pays-Bas (4,3 %). Sa part du marché de l'UE en 2022 était de 2,0 %, au 9e rang.
La puissance installée par habitant de la Belgique s'élevait en 2022 à 450,7 W, inférieure de 0,7 % à la moyenne de l'UE (453,7 W), au 9e rang européen derrière la Suède, le Danemark, la Finlande, l'Irlande, l'Allemagne, l'Espagne, le Portugal et les Pays-Bas.
Au niveau mondial, la Belgique se situe au 20e rang avec 0,6 % du total mondial en 2022, loin derrière la Chine (43,5 %), les États-Unis (14,7 %), l'Allemagne (6,8 %) et l'Inde (4,4 %). Les nouvelles installations d'éoliennes en Belgique ont représenté 0,4 % du marché mondial, loin derrière la Chine (48,5 %), les États-Unis (11,1 %), le Brésil (5,2 %), l'Allemagne (3,5 %), le Royaume-Uni (3,1 %), la Suède (3,1 %), les Pays-Bas (1,7 %).
| année | éolien terrestre | éolien en mer | puissance totale | évolution |
| ----- | ---------------- | ------------- | ---------------- | --------- |
| 2010  | 695              | 28            | 723              | +234      |
| 2011  | 874              | 194           | 1068             | +345      |
| 2012  | 986              | 379           | 1365             | +297      |
| 2013  | 1066             | 625           | 1691             | +326      |
| 2014  | 1214             | 712           | 1926             | +235      |
| 2015  | 1495             | 712           | 2207             | +281      |
| 2016  | 1671             | 712           | 2383             | +176      |
| 2017  | 1972             | 877           | 2848             | +465      |
| 2018  | 2130             | 1186          | 3316             | +468      |
| 2019  | 2323             | 1556          | 3879             | +563      |
| 2020  | 2459             | 2254          | 4713             | +834      |
| 2021  | 2764             | 2254          | 5018             | +305      |
| 2022  | 2975             | 2262          | 5236             | +303      |

En 2020, 1 600 éoliennes sont opérationnelles en Belgique, pour une puissance installée de 4 746 MW. La Belgique compte 1 038 éoliennes terrestres (2 491 MW) : 580 en Flandres (1 393 MW) et 458 en Wallonie (1 098 MW). Le pays dispose en outre de 339 éoliennes en mer réparties sur neuf zones, pour une puissance installée de 2 262 MW.
La Belgique a installé 577 MW d'éoliennes en 2019, dont 207 MW à terre et 370 MW en mer, portant la puissance installée de son parc éolien à 3 879 MW, en progression de 17,5 %, dont 2 323 MW à terre et 1 556 MW en mer, au 12e rang européen avec 2,0 % du parc éolien de l'Union européenne, loin derrière l'Allemagne (61 357 MW) et l'Espagne (25 808 MW).
Les installations de 2018 ont été de 385 MW, portant la puissance installée de son parc éolien à 3 191 MW (+13,7 %), au 14e rang européen avec 1,8 % du total de l'Union européenne.
La Belgique se situait en 2017 au 10e rang européen pour la puissance installée par habitant : 250,6 W/hab, juste après le Royaume-Uni, et devant les Pays-Bas, la France et l'Italie, alors que la moyenne de l'Union européenne était de 330,2 W/hab.
La puissance installée est passée de 49 MW en 2005 à 2 848 MW en 2017. À la fin 2017, 1098 éoliennes étaient répertoriées en Belgique, dont 866 sur terre et 232 en mer ; 836 MW situés en Wallonie, 1 136 MW en Flandre et 877 MW en mer du Nord.

## Éolien en mer

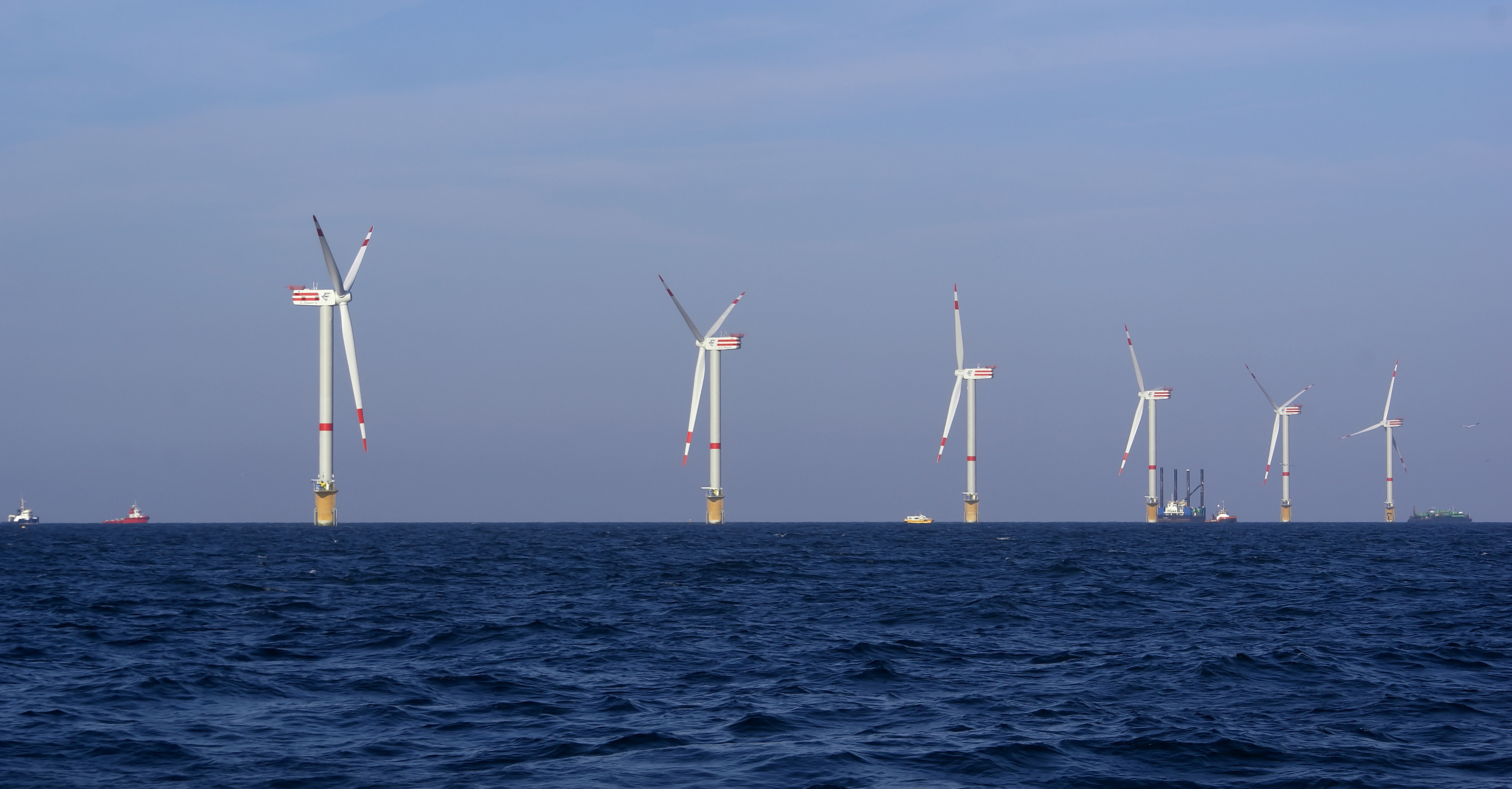
Parc éolien de Thorntonbank, turbines D1 à D6.

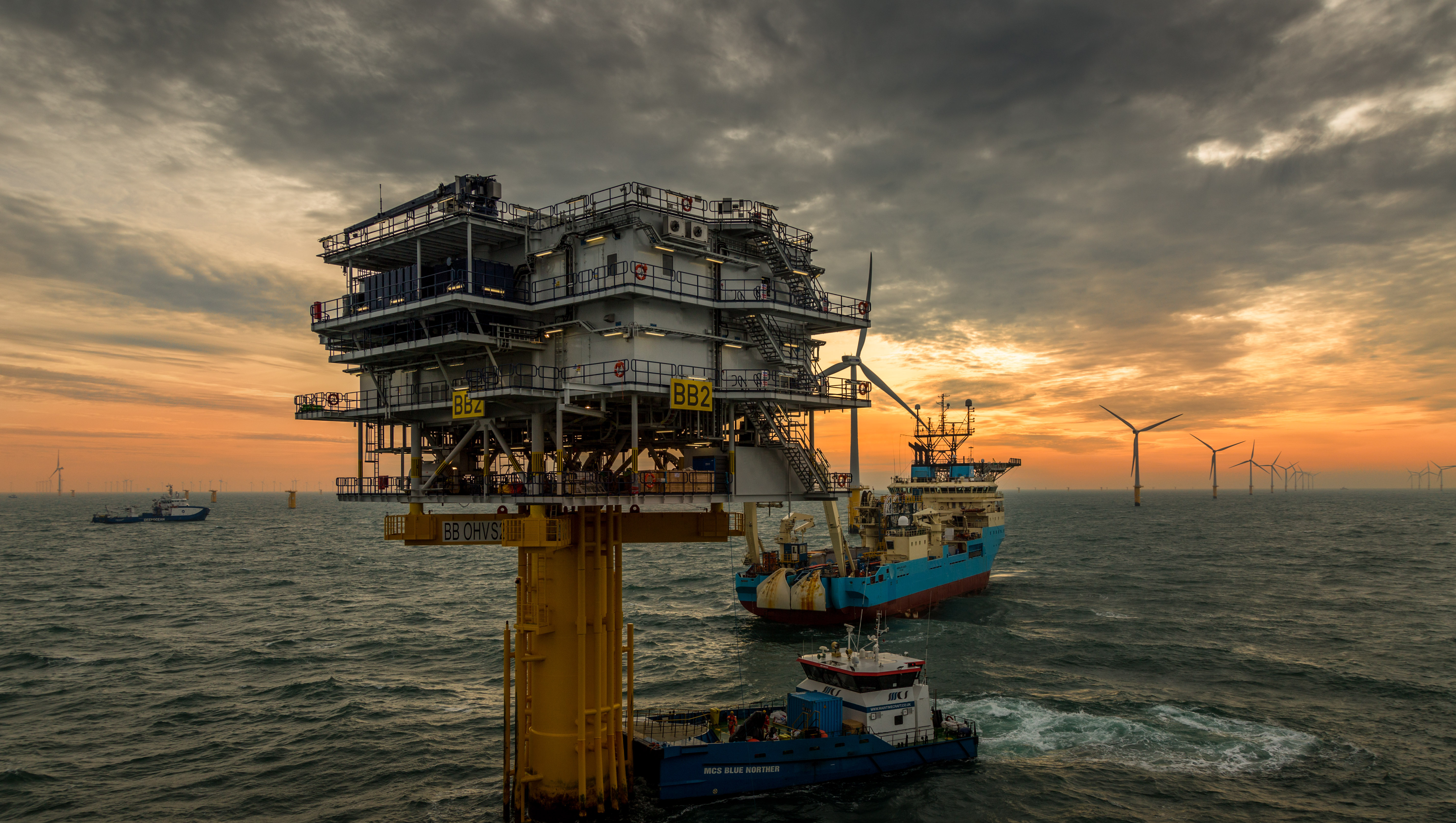
Sous-station du parc de Belwind II (Bligh Bank 2), 2016.

Selon EurObserv'ER, la production d'électricité des éoliennes en mer belges s'est élevée à 7 196 GWh en 2024, en baisse de 10,5 %, soit 54,1 % de la production éolienne du pays et 11,3 % de la production éolienne maritime de l'Union européenne.
La Belgique n'a pas effectué de mise en service de parc éolien en mer en 2022, 2023 et 2024 ; la puissance installée éolienne maritime reste à 2 262 MW fin 2024, au 4e rang de l'Union européenne (10,9 %), derrière l'Allemagne (44,5 %), les Pays-Bas (22,9 %) et le Danemark (12,7 %), et devant la France (7,3 %).
En 2023, la production d'électricité des éoliennes en mer belges s'est élevée à 8 040 GWh, en progression de 20,9 %, soit 51,5 % de la production éolienne du pays et 14,7 % de la production éolienne maritime de l'Union européenne.
Au niveau mondial, la Belgique se situe en 2023 au 6e rang avec 3,0 % du total mondial, derrière la Chine (50,3 %), le Royaume-Uni (19,6 %), l'Allemagne (11,1 %), les Pays-Bas (6,3 %) et le Danemark (3,5 %).
Selon EurObserv'ER, la production d'électricité des éoliennes en mer belges s'est élevée à 6 648 GWh en 2022, en baisse de 4 %, soit 56 % de la production éolienne du pays et 13,3 % de la production éolienne maritime de l'Union européenne.
Au niveau mondial, la Belgique se situe en 2022 au 6e rang avec 3,5 % du total mondial, loin derrière la Chine (48,9 %), le Royaume-Uni (21,6 %) et l'Allemagne (12,5 %).
En janvier 2022, la Belgique détient 339 éoliennes en mer réparties sur neuf zones, pour une puissance installée de 2 262 MW. En 2021, la production éolienne en mer a atteint 6,77 TWh, soit 8 % de la demande belge en électricité, avec un facteur de charge de 34,4 %.
La Belgique est le 4e producteur mondial d’énergie éolienne en mer, derrière le Royaume-Uni (10 428 MW), l’Allemagne 7 659 MW) et la Chine (environ 7 000 MW). La capacité installée nationale par habitant (156 W/hab) de la Belgique arrive en troisième position, après le Danemark (296 W/hab) et le Royaume-Uni (158 W/hab).
Rapportée à la surface de sa zone économique exclusive (3 447 km²), la production d’énergie éolienne en mer de la Belgique est de très loin supérieure à celle des autres pays.
| Nom                        | Date | Capacité totale | Nombre d'éoliennes | Type d'éoliennes | Localisation                         |        |
| -------------------------- | ---- | --------------- | ------------------ | ---------------- | ------------------------------------ | ------ |
| C-Power                    | 2009 | 325 MW          | 54                 | Senvion 5M et 6M | Thornton Bank                        | [ 21 ] |
| Belwind                    | 2010 | 171 MW          | 56                 | Vestas 90        | Bligh Bank                           | [ 22 ] |
| Northwind                  | 2014 | 216 MW          | 72                 | MVOW V112 3.0    | Bligh Bank                           | [ 23 ] |
| Nobelwind                  | 2017 | 165 MW          | 50                 | MVOW V112 3.3    | Bligh Bank                           | [ 24 ] |
| Rentel                     | 2018 | 309 MW          | 42                 | Siemens D7       | Entre Thornton Bank et Lodewijk Bank | [ 25 ] |
| Norther                    | 2019 | 370 MW          | 44                 | Vestas 164       | Thornton Bank                        | [ 26 ] |
| Northwester 2              | 2020 | 219 MW          | 23                 | Vestas 164       |                                      | [ 27 ] |
| Seamade Mermaid et Seastar | 2020 | 487 MW          | 58                 | Siemens D8.0-167 |                                      | [ 28 ] |
| Total                      |      | 2262 MW         |                    |                  |                                      |        |

### Impact environnemental des parcs éoliens en mer belges
En Belgique, les promoteurs de parcs éoliens en mer doivent se voir délivrer plusieurs permis avant d’entamer toute construction, y compris un permis d’environnement. Ce dernier impose des conditions afin de minimiser ou d’atténuer l’impact du projet sur l’écosystème marin. La loi belge impose également la mise en place d’un programme de surveillance de l’impact des parcs éoliens en mer sur l’environnement marin.
Le programme belge de surveillance environnementale des parcs éoliens en mer a publié, en 2020, un rapport qui fait l’état des différents impacts environnementaux des éoliennes en mer. C’est le premier rapport au monde de cette ampleur qui porte sur une aussi longue durée (2009-2019), et permet donc d’évaluer les conséquences de l’installation d’éoliennes en mer sur le long terme.

#### Impact positif

##### Effet récif
À proximité des fondations jacket, les sédiments deviennent plus fins et s'enrichissent en matière organique, ce qui s'accompagne d'une plus grande abondance et diversité de la macrofaune. Certaines espèces auparavant rarement observées en mer du Nord sont désormais plus présentes aux alentours des parcs éoliens. La présence nouvelle de surfaces dures profite également à certaines espèces, telles que la moule bleue et les anémones de mer, mais aussi le calmar commun (qui utiliserait les jackets pour déposer ses œufs), le crabe porcelaine, le crabe dormeur et le bar commun.
Cet effet récifal dépasserait la limite des fondations des turbines et s’étendrait également sur les sédiments mous entre les turbines (colonisés par les invertébrés des substrats durs).

##### Effet refuge
À cause de l’exclusion de la pêche dans les parcs éoliens, combinée à la disponibilité accrue de nourriture provoquée par l’effet récif, les populations de certaines espèces de poissons (dragonnet lyre, petite sole jaune, petite vive et plie commune) ont augmenté petit à petit dans le parc éolien C-Power. Cet effet refuge semble par contre ne pas être observé dans la même mesure dans tous les parcs éoliens. Les parcs éoliens en mer sont également visités par les pipistrelles de Nathusius en migration.
L’exclusion de la pêche des parcs éoliens en mer a très peu affecté la pêche belge. Les pêcheurs se concentrant sur les alentours des parcs éoliens, les taux de capture de la plie ont même augmenté grâce à l’effet refuge.

#### Impact négatif

##### Nuisances sonores
Les éoliennes en mer émettent d’importants niveaux sonores pendant leur construction en mer, en particulier lors du battage des pieux pour les fondations et les structures des éoliennes. Ces nuisances sonores peuvent fortement perturber la faune marine sensible au bruit, dont les mammifères marins (comme le marsouin commun, le cétacé le plus commun dans le sud de la mer du Nord, qui peut s’éloigner de parfois 20 kilomètres des sites de constructions à cause de la gêne occasionnée). D’après la loi belge, le niveau du bruit généré par l'enfouissement des mâts à 750 mètres de la source sonore ne peut pas dépasser 185 dB. En outre, le battage des pieux est interdit entre le 1er janvier et le 30 avril (à partir de 2016), période qui voit une grande densité de population de marsouins dans la région.
Afin d’atténuer les nuisances et de respecter les normes belges, différents dispositifs peuvent être mis en place. Des dispositifs de dissuasion acoustiques ont été enclenchés chaque jour une demi-heure ou une heure avant le début du battage des pieux (et parfois même pendant le battage), afin d’éloigner préventivement les animaux marins affectés par le bruit. Pendant le battage des pieux, des rideaux de bulles d’air ont été installés (à partir de 2017) autour de l’emplacement des travaux. Si les rideaux de bulles d’air simples se sont avérés décevants (Norther et Rentel), les rideaux de bulles d’air doubles (Seamade et Northwester 2) ont permis de limiter le niveau de bruit sous les normes nationales
Si les nuisances sonores sont importantes pendant l’installation des éoliennes, elles disparaissent dès la fin des travaux.

##### Collisions
Si certains oiseaux évitent les parcs éoliens (fou de Bassan, guillemot de Troïl, pingouin torda), d’autres semblent y être attirés, tels que le grand cormoran, le goéland argenté et le goéland marin. L'emplacement des parcs éoliens, leur disposition et la taille des turbines déterminent le nombre prévu de collisions.
Les dernières estimations indiquent 69,5 ± 53 collisions par an sur l’ensemble des neufs parcs éoliens opérationnels, soit bien moins que les précédentes études. Plus de 80 % du nombre estimé d'oiseaux marins qui entrent en collision avec les turbines dans les eaux belges sont de grands goélands.

## Principaux parcs éoliens

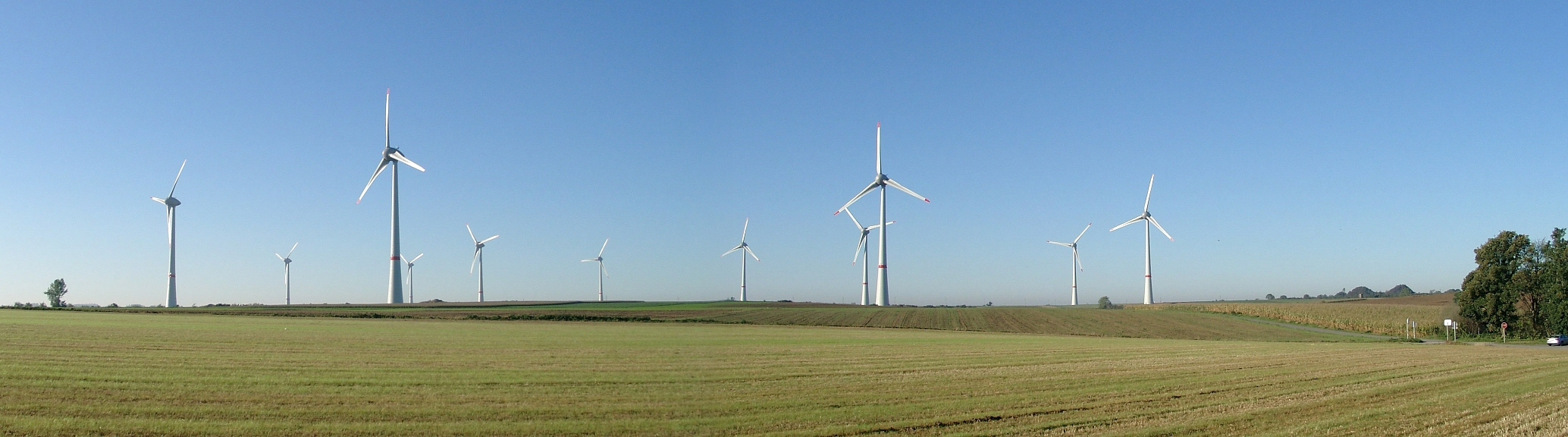
Parc éolien d'Estinnes, 10 octobre 2010.

Des éoliennes fonctionnent depuis plus de 10 ans sur les jetées du port de Zeebruges.
La base de données The Windpower recense 184 parcs éoliens belges totalisant 4 250 MW en novembre 2020, dont 3 879 MW en service fin 2019, et donne leur liste exhaustive ; les principaux sont :
| Nom du parc                                                                                       | Commune                       | Province                | MW*   | Nb éol.* | Type*                             | Date mise en service | Commentaires                         |
| Parc éolien d'Estinnes                                                                            | Estinnes                      | Hainaut                 | 81    | 11       | Enercon E-126 (10x7.5MW et 1x6MW) | 2008-2010            | [ 41 ]                               |
| Antwerpen Haven                                                                                   | Anvers                        |                         | 84,15 |          |                                   | 2004 à 2016          |                                      |
| Parc éolien de Thorntonbank                                                                       | Ostende                       | mer du Nord             | 325   | 54       |                                   | 2009 à 2013          | alias : C-Power                      |
| Belwind                                                                                           | Zeebruges                     | mer du Nord             | 171   | 56       | 55 Vestas, 3 MW + 1 Haliade, 6 MW | 2010-2013            | [ 42 ]                               |
| Parc de Northwind,                                                                                | à 37 km au large de Zeebruges | en mer du Nord          | 216   | 72       | Vestas, 3 MW                      | 2014                 | production annuelle prévue : 875 GWh |
| Parc de Nobelwind                                                                                 |                               | Bligh Bank, mer du Nord | 165   | 50       | Vestas, 3,3 MW                    | 2017                 | [ 45 ]                               |
| Parc de Rentel                                                                                    | au large de Zeebruges         | mer du Nord             | 309   | 42       | Siemens, 7,35 MW)                 | septembre 2018       |                                      |
| Parc de Norther                                                                                   |                               | mer du Nord             | 370   | 44       | Vestas, 8,4 MW                    | 2019                 | [ 48 ]                               |
| Parc de Northwester 2                                                                             |                               | mer du Nord             | 218,5 | 23       | Vestas, 9,5 MW                    | mai 2020             | [ 50 ]                               |
| Projet Seamade zone Seastar                                                                       |                               | mer du Nord             | 235,2 | 28       | Siemens-Gamesa, 8 MW              | fin 2020             | [ 52 ]                               |
| Projet Seamade zone Mermaid                                                                       |                               | mer du Nord             | 252   | 30       | Siemens-Gamesa, 8 MW              | fin 2020             |                                      |
| * Nb éol.= nombre d'éoliennes ; MW : Capacité installée (MW) ; Type : constructeur des éoliennes. |                               |                         |       |          |                                   |                      |                                      |

La 2e phase du Parc éolien de Belwind en mer du Nord a servi de laboratoire à Alstom Renewable Power, depuis fin 2013, pour y tester ses nouvelles éoliennes Haliade 150 de 6 MW, les plus puissantes au monde,.
Durant la seconde moitié de l’année 2019, le sixième projet éolien en mer, Norther (370 MW), commencera à produire de l’électricité. La capacité de production totale atteindra alors 1 556 MW, et la production d’électricité des parcs éoliens s’élèvera à 4,5 TWh par an. Par ailleurs, Northwester 2 (219 MW), commencera à construire les fondations de ses éoliennes durant la première moitié de 2019, et Seamade, le plus grand parc éolien belge ((487 MW)), dont le financement a été clos en décembre 2018, commencera la construction des fondations au second semestre. Ces deux parcs devraient commencer à produire sur le réseau dès 2020, et porter la capacité totale installée en Belgique à 2 262 MW. Le mécanisme d’attribution des certificats verts adopté par le conseil des ministres en mai 2018 concernait les parcs Northwester 2 et Seamade, qui seront construits à un LCOE de 79 €/MWh.
Au printemps 2020 a été effectué le premier « repowering » sur sol wallon, concernant le parc éolien de Sainte-Ode, dont le permis a été octroyé en 2002 (premier parc éolien en Wallonie) : les 6 anciennes éoliennes de 1,25 MW, hautes de 124 m, ont été remplacées par 4 éoliennes d’une puissance nominale de 3 MW, hautes de 150 m.

### Ouvrages - publications
: document utilisé comme source pour la rédaction de cet article.
- Baromètre éolien 2024, EurObserv'ER, 28 mars 2024 (lire en ligne [PDF]).
- Baromètre éolien 2023, EurObserv'ER, 28 mars 2023 (lire en ligne [PDF]). .